# Ara (dagstidning)
Ara (uttal: /ˈaɾə/; katalanska för 'nu') är en katalansk dagstidning, grundad 2010. Den publicerar dagligen nyheter på katalanska från en centralredaktion i Barcelona. Förutom pappersutgåvan ges den också sedan 2013 ut i en balearisk upplaga, och dess innehåll sprids även via en internetutgåva (webben, app och pdf). Från starten var Ara den tredje största katalanskspråkiga dagstidningen och den största som trycktes endast på katalanska. Anno 2016 hade man dock förlorat den positionen till den närmaste konkurrenten El Punt Avui.
Tidningen håller en opolitisk linje på vänster-höger-skalan men är tydligt katalanistisk. I innehållet prioriteras ofta politiska och samhälleliga frågor ur en katalansk synvinkel, och tidningen drar sig inte för att betrakta Spanien och Katalonien som olika nationer. Ara ger stort utrymme åt samhällsfrågor och kulturmaterial, inklusive översättningar till katalanska av reportage och artiklar från New York Times International Edition.

## Historik

### Bakgrund
Tidningen började ges ut 28 november 2010, och dess födelse sammanföll med 2010 års katalanska regionalval. Den första upplagan på 120 000 exemplar såldes slut.
De första åren trycktes tidningen i mellan 60 000 och 90 000 exemplar per utgivningsdag. 2015 var Ara den tredje mest lästa dagstidningen i Katalonien (efter La Vanguardia och El Periódico de Catalunya) och den mest lästa dagstidningen skriven uteslutande på katalanska (de båda andra ges ut i separata upplagor på katalanska och spanska). Därefter har man förlorat sin position – räknat på tryckta och sålda papperstidningar – till närmaste konkurrenten El Punt Avui.

### Ara Balears

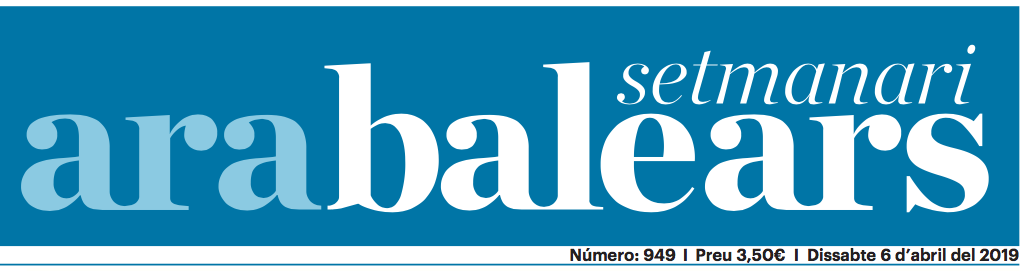
Sidoupplagan Ara Balears omvandlades 2019 till en veckotidning.

Den separata upplagan Ara Balears (den mest spridda katalanskspråkiga tidningen i Balearerna) började utges 22 maj 2013, som ett samarbete mellan Ara och den lokala tidningen Diari de Balears. Den senare slutade då med sin pappersupplaga efter 17 års existens.
Ara Balears gavs fram till september 2014 ut med sju editioner i veckan och därefter som lördags- och söndagstidning. I april 2019 bytte den format till veckotidning; den innehåller även fortsättningsvis ett antal av Aras helgbilagor.

### Ökad spridning
Ara trycks i Barcelona och distribueras över hela Katalonien. Sedan 2011 har tidningen även distribuerats på Balearerna, och sedan 2013 ges den även ut i en balearisk upplaga, med många reportage och artiklar producerade av en lokalredaktion. Ara är den mest lästa tryckta publikationen i ögruppen sedan nedläggningen av Diari de Balears (DdB) 22 maj 2013 (tidningen ges därefter endast ut som en webbtidning). Dagen därpå publicerades det första numret av Ara Balears, vilken övertog delar av DdB:s redaktion och fortsättningsvis inkluderat material från den digitala upplagan av denna.
I februari 2012 utökades tidningens distribution till vissa delar av Valencia-regionen, i första hand till Castellónprovinsen och staden Valencia.

### Upplageutveckling
Nedan listas tidningens upplageutveckling med abonnemang och lösnummerförsäljning (alternativt distribution och försäljning). Dessutom noteras mängden digitala läsarabonnemang:
- 2011 – 27 863[b] (sålda ex: 16 333)[9]
- 2013 – 27 727 (sålda ex: 15 071)[10]
- 2014 – 26 819 (28 496 abonnemang, varav 15 186 digitala[c][11])
- 2015/2016 – 23 354 (sålda ex: 13 732; dessutom 20 078 digitala abonnemang)[12]
- 2016/2017 – 22 257 (sålda ex: 13 120; dessutom 19 568 digitala abonnemang)[13]
- 2017 – 23 312 (försålt: 15 183; dessutom 20 877 digitala ex[14])
- 2018 (sålda ex) – 15 933[15] (inklusive 1 762[16] för helgutgivna Ara Balears; annars 14 190[17]); dessutom 23 504 digitala ex[15]
- 2019 (sålda ex) – 14 213; dessutom 20 552 digitala ex[15]
- 2020 – (totalt ca 40 000 abonnenter[18])
- 2022 (sålda ex) – 12 728; dessutom 22 386 digitala ex[19]
- 2022 (sålda ex) – 11 465; dessutom 22 908 digitala ex[20]

Som synes av siffrorna ovan har de tryckta upplagesiffrorna gått neråt på senare år. Tidningen har också (2016) passerats av regionkonkurrenten El Punt Avui, vad gäller papperstidningen.
Detta har dock till stor del kompenserats av en ökande mängd digitala läsare, vilka 2016 stod för cirka hälften av de betalande läsarna; 2022 var denna andel cirka 2/3. Webbupplagan av Ara blev redan under det första året en av de mest lästa webbtidningarna. Den digitala upplagan (via webb eller mobilapp) av Ara nådde i oktober 2011 över 900 000 unika besökare (totalt 2,7 miljoner besök under månaden), vilket då var störst av katalanskspråkiga tidningars webbupplagor. Ara.cat hade sedan 1 045 845 unika läsare under januari 2012. Den siffran låg över motsvarande siffror för övriga katalanska dagstidningar med tryckt upplaga och överträffades endast av det regionala TV-bolagets webbportal.
I oktober 2016 var motsvarande digitala siffror 2 433 346 unika läsare för hela månaden och totalt 160 859 läsare per dag; gratisläsare får tillgång till 10 artiklar per månad. Den månaden nådde endast Nació Digital (gratistidning, endast publicerad som webbtidning) fler läsare, av de katalanskspråkiga nyhetstidningarna på papper eller digitalt medium. I oktober 2017 (en månad med en mycket uppmärksammad folkomröstning och dess konsekvenser) nåddes en topp med drygt 18 miljoner besök och 4,8 miljoner unika läsare. Siffrorna i april 2023 var på drygt 1,9 miljoner unika läsare och sammanlagt knappt 4,8 miljoner besök under månaden.

## Innehåll och bilagor

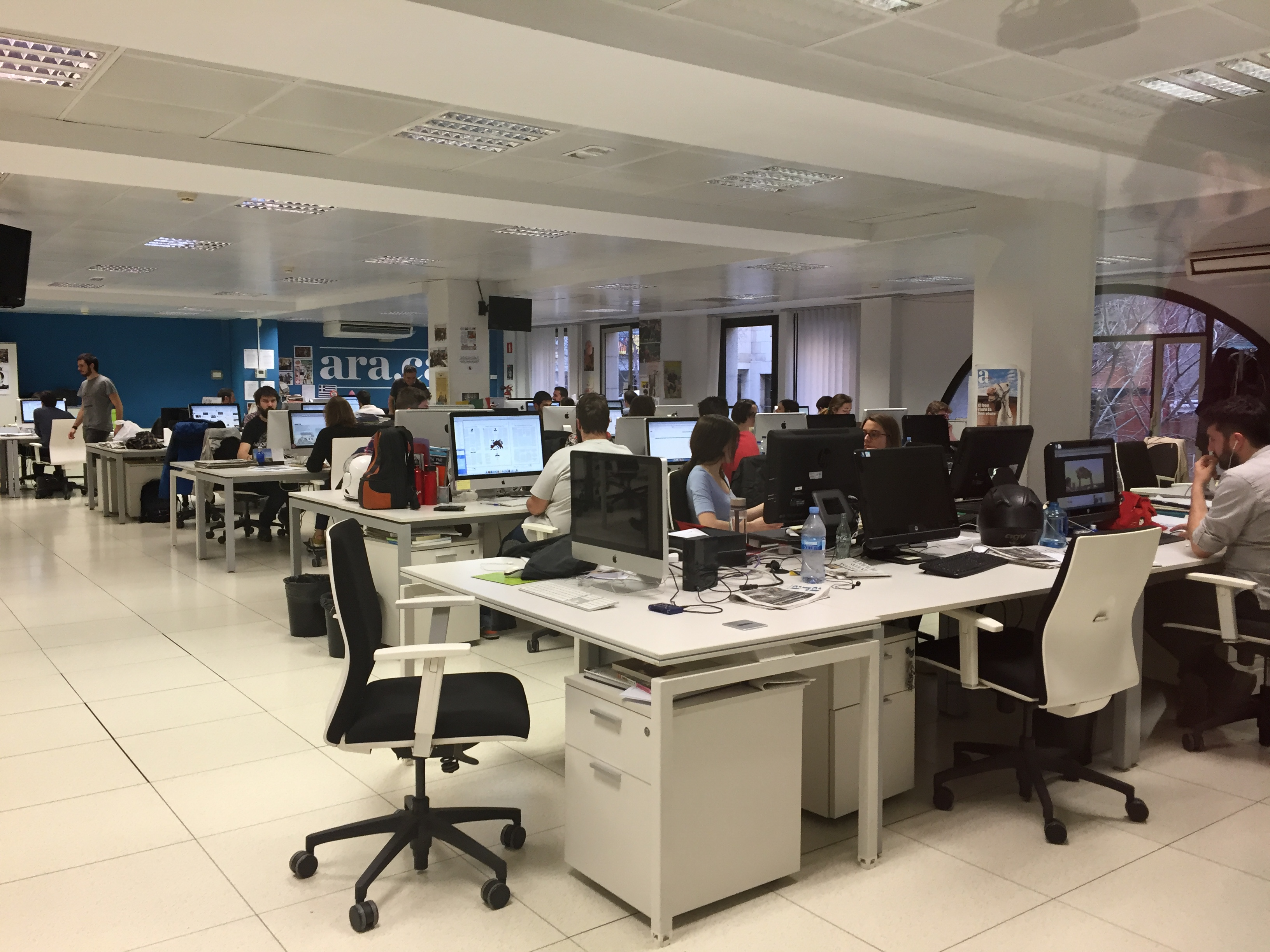
Redaktionen (2016).

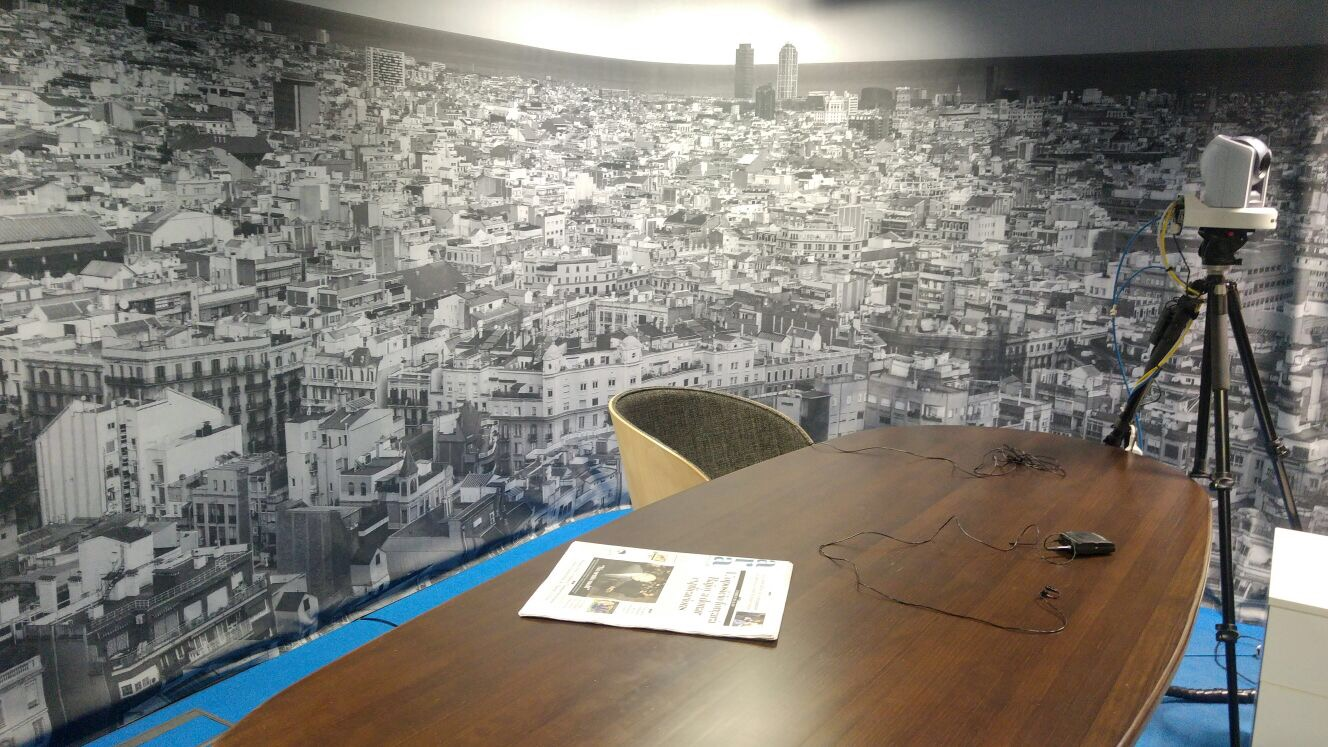
Ara producerar även TV-material, för distribution över Internet.

Tidningen ges ut som sjudagarstidning, i fullfärg och i motsvarande tabloidformat. Huvudtidningen (oftast 48, 64 eller 80 sidor stor) kompletteras många dagar av en eller flera temabilagor – särskilt mot slutet av veckan. Bilageutbudet noteras nedan utifrån situationen 2017 med kompletteringar över tidigare situation.
- Onsdag (ofta): regional bilaga för provinsen Tarragona
- Torsdag: regionala bilagor (omväxlande för Girona och Andorra), tidigare ibland på fredagar
- Fredag: "PLAY" (nöjen och kultur); under de tidiga åren fungerade den gratis helgtidningen Time Out Barcelona som fredags- eller söndagsbilaga – sedan 2013 distribueras denna i stället med El Periódico de Catalunya. Våren 2019 försvann "PLAY"; den ersattes av tablåbladet "Cartelleres" (för bio och teater), medan reportagematerialet integrerades i tidningen.
- Lördag: "Criatures" ('barn'; främst riktad till föräldrar); tidigare även ekonomibilagan "Emprenem" ('vi företar oss'; denna har senare integrerats i huvudtidningen[26])
- Söndag: "Diumenge"[26] ('söndag'; våren 2013–våren 2014 föregicks den av bilagan "Ara Tu", 'nu du')

Andra bilagor som återkommit mer eller mindre regelbundet är "Llegim" (litteratur), "Kids" (barn- och ungdomsmaterial), "Humor" (satir etc), "RAR" (monografier), "Planeta" (natur och miljö) och "Global News" (material på engelska).

### Digitala utgåvor
Ara har sedan starten även distribuerats i en digital upplaga via Internet, både via webben och via mobilapp. Äldre nummer, motsvarande pdf-filer av den tryckta tidningen, är tillgängliga för abonnenter genom det digitala tidskriftsarkivet (Hemeroteca).
Januari 2021 relanserade man sin digitala tidning, inklusive med lanseringen av en helt omgjord mobilapp. Målsättningen var bland annat att bättre samordna innehållet i de olika distributionskanalerna via responsiv eller adaptiv webbdesign.
Huvudtidningen är tillgänglig på webben via adressen ara.cat, och sidotidningen Ara Balears är nåbar via arabalears.cat. Dessutom har man numera (2021) även en särskild digital upplaga för Andorra – Ara Andorra – på adressen ara.ad.

### TV-produktion
Tidningsproduktionen kompletteras även av TV-sändningar och -inspelningar, åtminstone tidigare under titeln Ara TV. Det handlar ofta om intervjuer och debattprogram, inspelat i en studio i redaktionshuset. De distribueras på Internet, dels i egen regi samt via Youtube.

### Politisk inriktning
Ara är inte kopplad till någon särskild politisk ledarprofil på den traditionella vänster-högerskalan. Detta kan jämföras med La Vanguardia och El Periódico de Catalunya, som anses sympatisera med mitten-höger-koalitionen Convergència i Unió respektive mitten-vänsterpartiet PSC (sektion inom PSOE).
Däremot är Ara tydligt katalanistisk i frågor som rör relationen mellan Spanien och Katalonien. Den tredje av Aras stora konkurrenter på den katalanska dagstidningsmarknaden, El Punt Avui (grundad 2011 då dagstidningarna Avui och El Punt slogs samman), har samma grundinställning i frågan. Ara, som genom att den trycks på katalanska uppbär regionalt tidningsstöd, publicerar visst utbildnings- och upplysningsmaterial i samarbete med regionregeringen. Under 2017 och 2018 gynnades Ara, Ara Balears och El Punt Avui av den politiska konfrontationen mellan Spaniens centralregering och den katalanskt nationalistiska regionregimen i Katalonien; de tre tidningarna var de enda som fick fler läsare i Katalonien, Valencia-regionen och Balearerna under denna tid.

## Redaktion och ledning

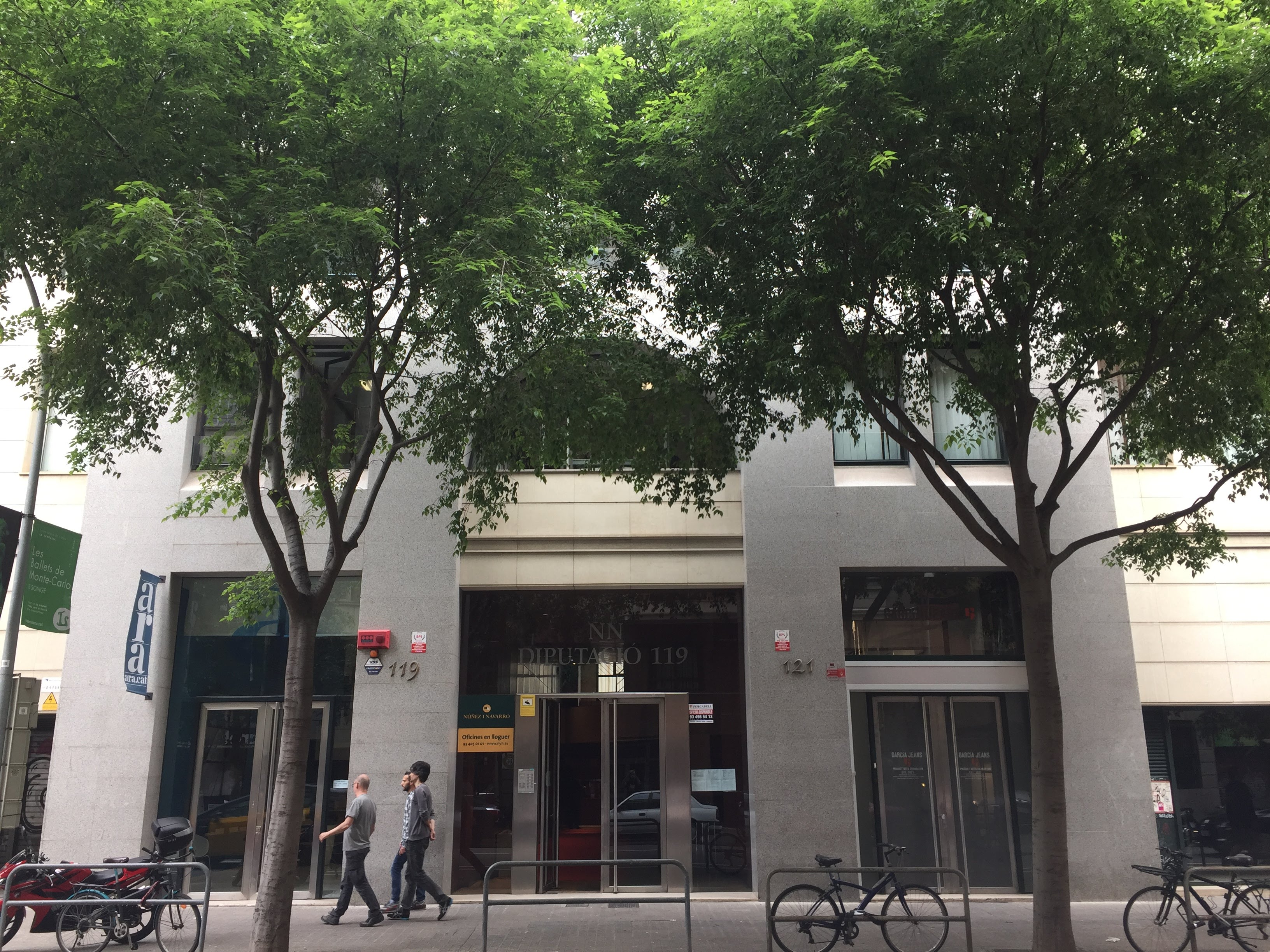
Aras redaktion i Barcelona.

Aktierna i Ara ägdes från början av Cultura 03 (som även publicerat tidningarna Sàpiens, Time Out Barcelona, Descobrir och Cuina), vid sidan av Ferran Rodés (representant för Havas Media) och Artur Carulla (ordförande i holdingbolaget Agrolimen). Sedan 2010 ägs också aktier av Antoni Bassas (sedan 2013 även medlem av tidningsbolagets ledningsgrupp). 2012 sålde Cultura 03 sina aktier i tidningen.
Director fundador (ung. 'grundar-redaktör') för Ara var fram till hans död 2017 Carles Capdevila, medan ordförande i ägarbolaget "Edició de Premsa Periòdica Ara, SL" är Ferran Rodés. Nedan listas de chefredaktörer (directors) som tidningen haft från starten 2010:
- Carles Capdevila (2010–2015)
- Esther Vera (2016–)

Ansvarig utgivare (editor)
- Oriol Soler (2011–2012; även ordförande i ägarbolaget)
- Mònica Terribas (2012[33]–2013)
- Antoni Bassas (2013–)

När Esther Vera tog över rollen som chefredaktör i januari 2016, blev hon den första chefredaktören på en dagstidning i Barcelona. I tidningens redaktionsråd ingår eller har ingått journalisterna Antoni Bassas, Albert Om och Toni Soler, vilka alla har en bakgrund i den katalanska public service-TV-kanalen TV3.

## Betydelse och erkännande
Ara är en av de stora dagstidningarna på katalanska. Den har dock inte lyckats utmana de två ledande dagstidningarna La Vanguardia och El Periódico de Catalunya, vilka båda trycks i dubbla språkutgåvor (både katalanska och spanska). Aras närmaste konkurrent upplagemässigt är El Punt Avui. Däremot är webbupplagan ara.cat en av de mest lästa webbtidningarna på katalanska.
2015 mottog Ara den 17:e European Newspaper Award i kategorin regionaltidning.

## Bildgalleri

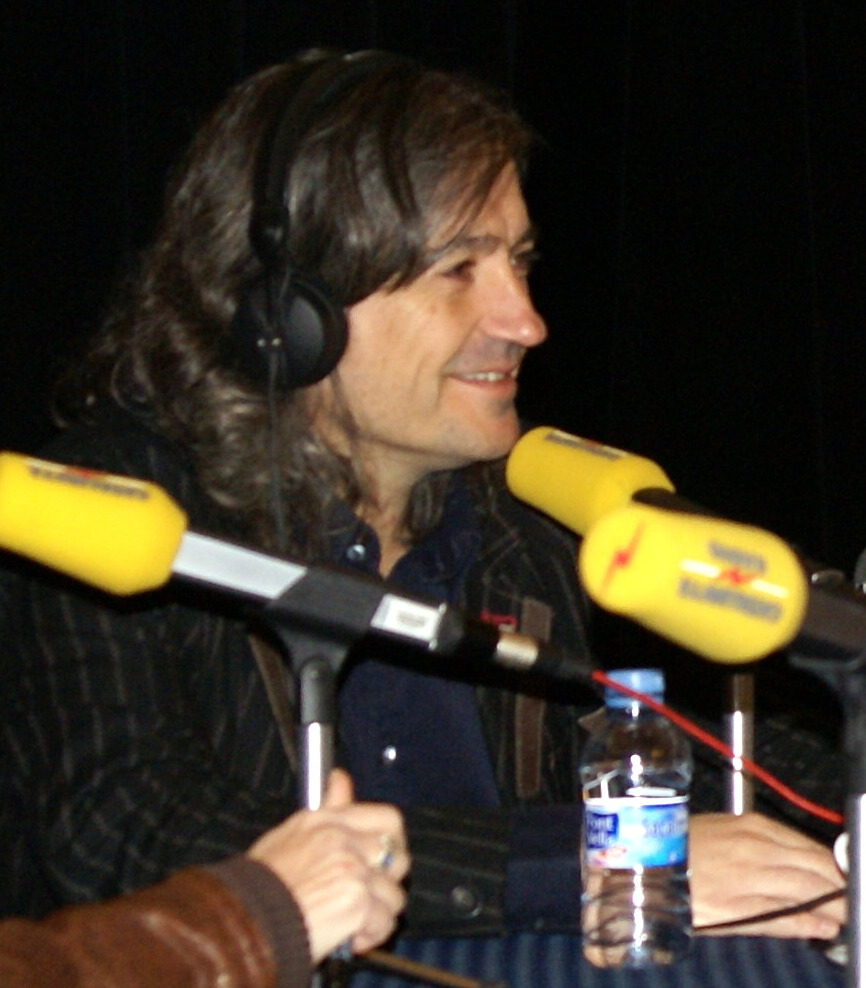
Carles Capdevila, chefredaktör fram till 2015.
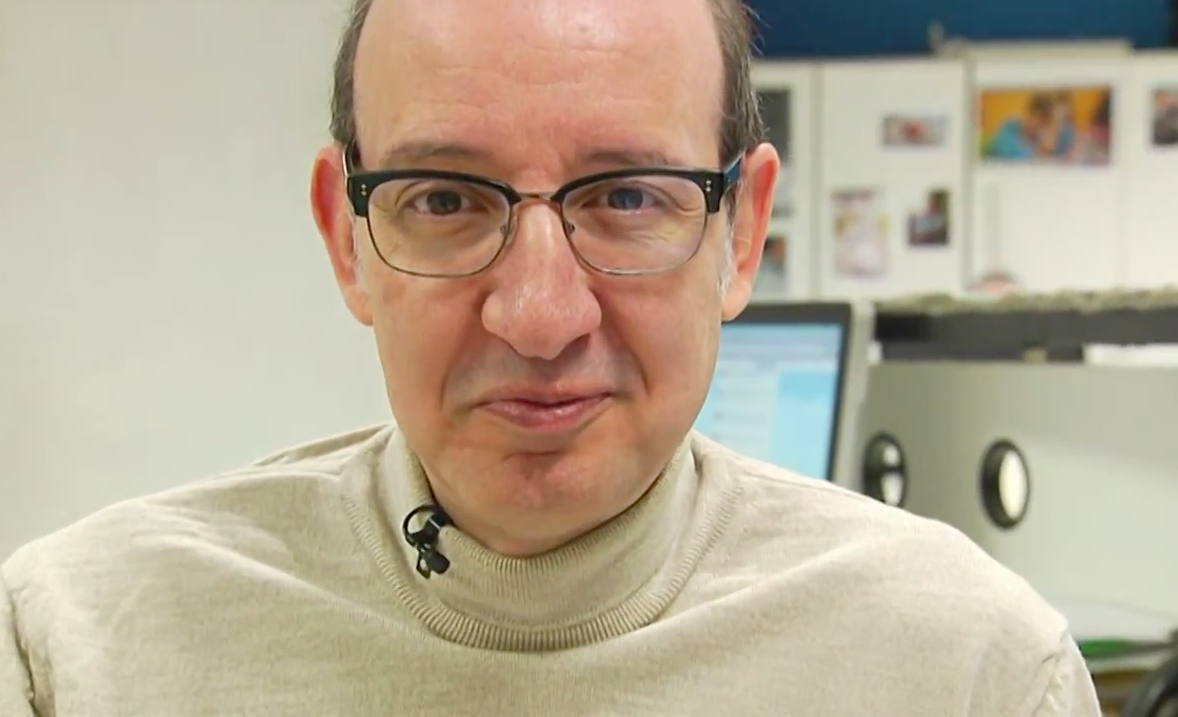
Antoni Bassas, ansvarig utgivare och delägare.
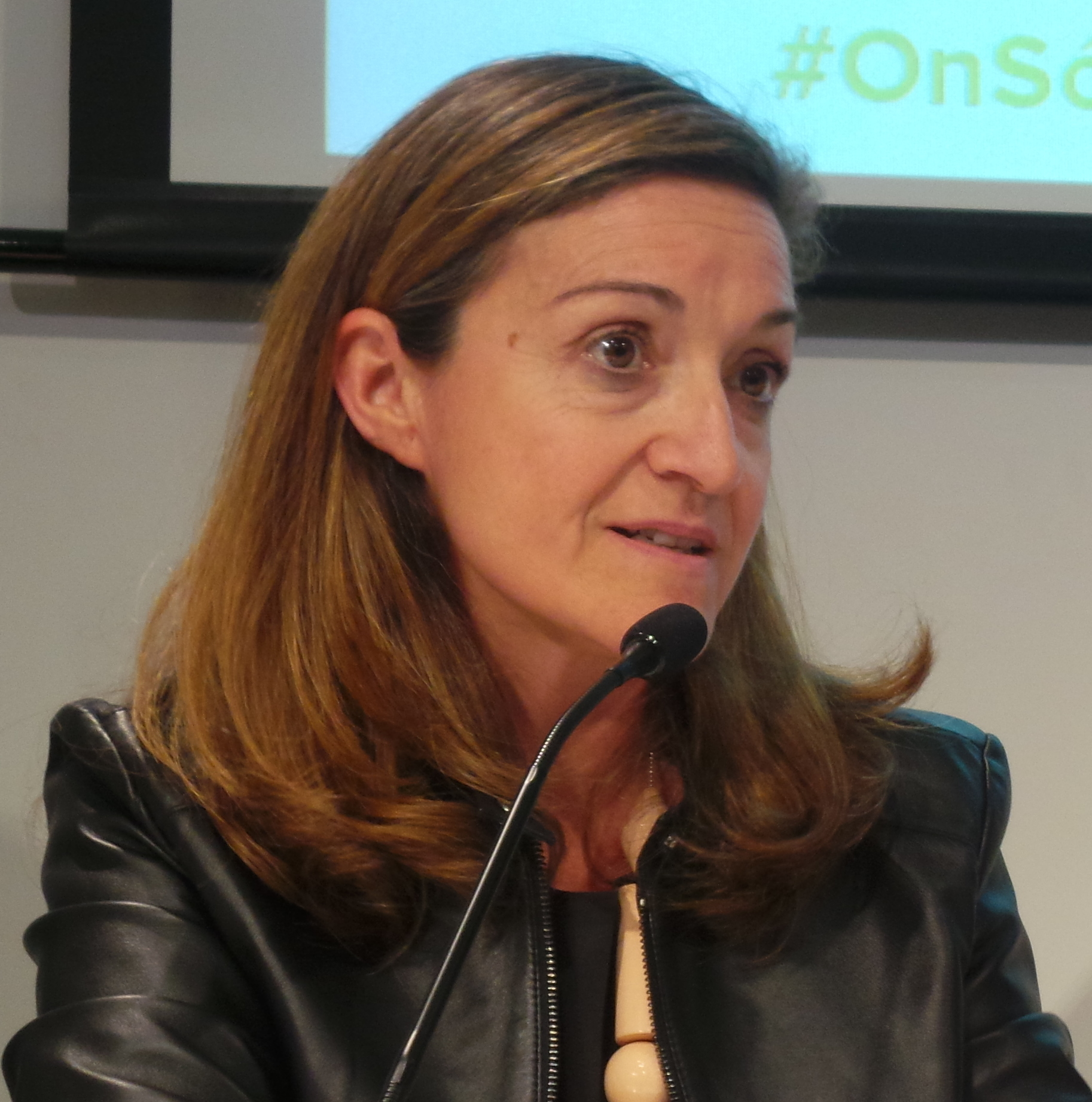
Esther Vera, chefredaktör sedan 2016.